# Montauban Challenger 2003
Il Montauban Challenger 2003 è stato un torneo di tennis facente parte della categoria ATP Challenger Series nell'ambito dell'ATP Challenger Series 2003. Il torneo si è giocato a Montauban in Francia dal 1° al 6 luglio 2003 su campi in terra rossa.

## Vincitori

### Singolare
Juan Pablo Guzmán ha battuto in finale  Slimane Saoudi con il punteggio di 6–3, 2–6, 6–1

### Doppio
Fred Hemmes /  Rogier Wassen hanno battuto in finale  Juan Pablo Guzmán /  Ignacio Hirigoyen con il punteggio di 6–4, 6–4